# Assaya
Assaya ist ein Dorf in der Landgemeinde Gazaoua in Niger.

## Geographie
Das von einem traditionellen Ortsvorsteher (chef traditionnel) geleitete Dorf liegt am rechten Ufer des Trockentals Goulbi May Farou. Es befindet sich rund 16 Kilometer südöstlich des Hauptorts Gazaoua der gleichnamigen Landgemeinde und des gleichnamigen Departements Gazaoua, das zur Region Maradi gehört. Zu den Siedlungen in der näheren Umgebung von Assaya zählen Bougouzawa im Nordwesten, Kakou Datawa im Norden, Birnin Guéza im Nordosten, Gollom im Südosten, Birnin Kouka im Süden und Dan Kolio Gabass im Südwesten.
Assaya ist Teil der Übergangszone zwischen Sahel und Sudan. Die durchschnittliche jährliche Niederschlagsmenge beträgt hier zwischen 400 und 500 mm.

## Bevölkerung
Bei der Volkszählung 2012 hatte Assaya 1003 Einwohner, die in 121 Haushalten lebten. Bei der Volkszählung 2001 betrug die Einwohnerzahl 710 in 98 Haushalten und bei der Volkszählung 1988 belief sich die Einwohnerzahl auf 620 in 94 Haushalten.
Die Zone entlang des Trockentals gehört zu den am dichtesten besiedelten und zugleich zu den ärmsten Nigers, mit erhöhter Unterernährung.

## Wirtschaft und Infrastruktur
Es werden die Zwiebelsorten Blanc de Soumarana und Violet de Galmi angebaut, mit einer Ernte im Jahr. Es gibt eine Schule im Dorf. Bei Assaya verläuft die 25,6 Kilometer lange Landstraße RR4-005 zwischen Maïfarou und Gollom. Hier beginnen die 16 Kilometer lange Route 423 ins urbane Zentrum von Gazaoua, bei der es sich um eine einfache Piste handelt, und die etwas ausgebautere 6,07 Kilometer lange Route 447 nach Birnin Guéza.